# Лейк Бел
Лейк Бел (на английски: Lake Bell) е американска актриса, сценарист и режисьор.

## Биография
Родена е в Ню Йорк. Майка ѝ е интериорен дизайнер, а баща ѝ се занимава с недвижими имоти, като е известен с преустройство на автомобилни писти. Той е евреин, а майка ѝ е протестантка.
Като малка Бел учи в Ню Йорк, Кънектикът и Флорида. По-късно завършва колежа „Скидмор“ в Саратога Спрингс и Роуз Бръфърд Колидж в Лондон. Там участва в няколко театрални постановки.

## Личен живот
Известно време има връзка с Колин Фарел, неин колега от „Гордост и слава“.
През 2011 г. се запознава със Скот Кембъл, известен с татуировките си. Двойката се сгодява на рождения ден на Бел през март 2012 г. Венчават се на 1 юни 2013 г.

## Филмография
| Година | Заглавие                   | Роля             | Бележки  |
| ------ | -------------------------- | ---------------- | -------- |
| 2008   | През мъртвото й тяло       | Ашли             |          |
| 2008   | Да си остане във Вегас     | Типър            |          |
| 2008   | Гордост и слава            | Меган Игън       |          |
| 2009   | Не е лесно                 | Агнес            |          |
| 2010   | Как да преуспееш в Америка |                  |          |
| 2011   | Малко убийство             | Кори Литъл       |          |
| 2011   | Просто секс                | Луси             |          |
| 2011   | Добрата стара оргия        | Алисън Коен      |          |
| 2012   | Черна скала                | Лу               |          |
| 2013   | В свят...                  | Каръл Соломон    |          |
| 2014   | Мистър Пибоди и Шърман     | Мона Лиза (глас) | анимация |
| 2014   | Ръка за милиони            | Бренда Бърнстайн |          |
| 2015   | Човека за теб              | Нанси            |          |
| 2015   | Превратът                  | Ани Дуайър       |          |
| 2016   | Сами вкъщи                 | Клоуи (глас)     | анимация |
| 2017   | Лидер от затвора           |                  |          |
| 2017   | Всички мои мъже            |                  |          |
| 2017   | В какъв смисъл             |                  |          |
| 2019   | Сами вкъщи 2               | Клоуи (глас)     | анимация |
| 2025   | Харли Куин                 | Айви (глас)      | анимация |